# Кампотский перец
Кампотский перец (кхмер. ម្រេចកំពត, фр. Poivre de Kampot) — сорт перца, выращиваемый и производимый в провинции Кампот и провинции Кеп, Камбоджа. С 2010 года это — сертифицированный продукт географического указания (GI).
Есть две разновидности, Камчай и Лампонг (или Белантоунг), известные в местном масштабе соответственно как «маленькие листья» и «большие листья». Название происходит от области, где он выращивается, провинции Кампот, которая ранее включала в себя позже отделенную провинцию Кеп.

## История
Процесс выращивания данного вида перца впервые был описан в XIII веке, в Ангкорскую эпоху, когда китайский дипломат Чжоу Дагуань посетил этот район.
Современное интенсивное производство было начато при французском колониальном правлении в 1870-х годах. В начале XX века в Камбодже ежегодно собирали около 8000 тонн Кампотского перца. В период Гражданской войны производство сильно пострадало. Производство кампотского перца медленно набирало обороты в 2000-х годах, когда прежние фермеры постепенно возвращались на свои земли. По состоянию на июль 2015 года в шести районах южной провинции Кампот есть перцовые фермы, в то время как зарубежный рынок специй состоит в основном из Европы, Соединенных Штатов, Японии, Кореи и Тайваня.
В 2020 году общий объем производства Кампотского перца составил около 80 000 тонн.

## Производство
Кампотский перец органически выращивается, производится и продается в зеленых, черных, белых и красных сортах, все из одного растения. В провинции Кампот есть благоприятные условия для выращивания этого перца.
Условия выращивания являются лишь одним из нескольких важных элементов для производства Кампотского перца. Знания о выращивании и производстве перца передавались из поколения в поколение, по крайней мере, с XIII века. Условия хранения также имеют важное значение.
Плантации инспектируются Ассоциацией производителей Кампотского перца (KPPA) и независимым органом по сертификации Eco-Cert. Только аккредитованные члены KPPA имеют право продавать перец с использованием наименования места происхождения «Кампотский перец».